# Голубієвицька сільська рада (Народицький район)
Голубієвицька сільська рада — колишня адміністративно-територіальна одиниця та орган місцевого самоврядування у Базарському, Народицькому, Овруцькому і Малинському районах Коростенської й Волинської округ УРСР та України з адміністративним центром у с. Голубієвичі.

## Населені пункти
Сільській раді на момент ліквідації були підпорядковані населені пункти:
- с. Буда-Голубієвичі
- с. Васьківці
- с. Вила
- с. Голубієвичі
- с. Заводне
- с. Недашківка

## Населення
Кількість населення ради, станом на 1923 рік, становила 1 290 осіб, кількість дворів — 238.
Станом на 1 жовтня 1941 року кількість дворів складала 240, з 904 мешканцями в них, в тому числі: чоловіків — 363 та жінок — 541.
Відповідно до результатів перепису населення 1989 року, кількість населення ради, станом на 1 грудня 1989 року, складала 655 осіб.
В 2001 році перепис населення України зафіксував кількість, станом на 5 грудня, 90 осіб.

## Історія та адміністративний устрій
Утворена в 1923 році в складі сіл Васьківці, Голубієвичі та слобід Миколаївка і Татарнівка Базарської волості Овруцького повіту Волинської губернії. 7 березня 1923 року увійшла до складу новоствореного Базарського району Коростенської округи.
Станом на 1 вересня 1946 року сільська рада входила до складу Базарського району Житомирської області, на обліку в раді перебували села Васьківці, Голубієвичі та х. Заводне.
11 серпня 1954 року до складу ради було передано села Буда-Голубієвичі, Вила, Заводне, Недашківка, Сингаї, Старий Кужель ліквідованої Будо-Голубієвицької сільської ради Базарського району. 2 вересня 1954 року, відповідно до рішення Житомирського облвиконкому № 1087 «Про перечислення населених пунктів в межах районів Житомирської області», села Сингаї та Старий Кужіль передано до складу Гуто-Мар'ятинської сільської ради Базарського району.
21 серпня 1959 року, в зв'язку з ліквідацією Базарського району, сільську раду було передано до складу Народицького району. 30 грудня 1962 року, вже через ліквідацію району Народицького, рада відійшла до складу Овруцького району, 7 січня 1963 року — Малинського району. 8 грудня 1966 року, після поновлення Народицького району, сільрада була включена до його складу.
Станом на січня 1972 року сільрада входила до складу Народицького району Житомирської області, на обліку в раді перебували села Буда-Голубієвичі, Васьківці, Вила, Голубієвичі, Заводне та Недашківка.
12 серпня 1974 року, відповідно до рішення Житомирського ОВК № 342 «Про зміни в адміністративно-територіальному поділі окремих районів області в зв'язку з укрупненням колгоспів», села Буда-Голубієвичі, Вила та Недашківка були передані до складу Гуто-Мар'ятинської сільської ради Народицького району, звідки були повернуті 15 січня 1982 року, відповідно до рішення Житомирського ОВК № 19 «Про зміну адміністративно-територіального поділу Народицького району».
Ліквідована 25 квітня 2005 року рішенням Житомирської обласної ради, територію передано до складу Межиліської сільської ради Народицького району.